# 鳥木千鶴
鳥木 千鶴（とりき ちづる、1967年4月24日 - ）は、日本の実業家。新家工業の社外取締役、朝日放送（ABC）の元アナウンサー。

## 来歴・人物
石川県七尾市出身。身長は170cm。津田塾大学学芸学部国際関係学科（社会心理学専攻）卒業後の1990年に、アナウンサーとして朝日放送に入社した。同局では約20年ぶりに、社員として採用した女性アナウンサー。同期入社のアナウンサーに保坂和拓と上田慶行（後に他部署へ異動）がいる。
朝日放送テレビで生放送番組『おはよう天気です』に出演していた1995年1月17日には、番組の冒頭で阪神・淡路大震災に遭遇。放送中断に追い込まれるほどの激しい揺れを経験したが、とっさの判断で、「テレビの前の皆さん、安全な場所へ避難して下さい」と訴えた。このシーンのVTRは、現在に至るまで、同局やANN系列の震災・防災関連の番組で記録映像として繰り返し放送されている。
その後は、アナウンサーとして勤務するかたわら、大阪大学大学院人間科学研究科（健康人間科学講座・身体運動学専攻）で修士号を取得。ラジオ番組で共演したタージンからは、「とりP」と呼ばれていた。
2000年代半ばからしばらく産休・育休に入っていたが、2009年4月にアナウンサーとして職場復帰。同年10月からは、朝日放送ラジオのナイターオフ番組『たぶん晴れます!?清水です』に、ラジオパーソナリティ初挑戦の清水とおる（気象予報士）のパートナーとして出演していた。
近年は、育児を目的に短時間勤務を認められている関係で、番組出演の機会をラジオ版『ABCニュース』（2013年3月31日まで『ABC朝日ニュース』）やナレーションに限定。その一方で、管理職として、新人・若手アナウンサーの教育係も務めていた。そのアナウンス技術の高さは『桑原征平粋も甘いも』（朝日放送ラジオ）内で『ABCニュース』を担当する際に、アナウンサーの大先輩・桑原征平（同番組パーソナリティ、元・関西テレビ）が敬意を払うコメントを添えながら鳥木を紹介するほどであった（緊急時を除く）。
2013年4月からは、前述の『ABCニュース』に加えて、『新婚さんいらっしゃい!』（朝日放送テレビ）の同時ネット局向け解説放送（ステレオ2）を担当。しかし同年10月の人事異動を機に、同月31日付でアナウンスセンターからコンプライアンス局へ移った。さらに、2015年6月の人事異動で、ビジネス戦略局コンテンツ事業部（課長）に配属された。
2024年6月から新家工業の社外取締役をしている。朝日放送テレビを退職はしていない。

## アナウンサー時代の出演番組

### テレビ
- おはよう朝日です
- おはよう天気です（前述、放送当時は在阪テレビ局唯一の平日早朝ローカル生放送）
- Oh!天気
- ABC NEWS（不定期）

### ラジオ
- ABCラジオパラダイス
- 風神雷神タージンです
- タージンのこの指とまれ
- たぶん晴れます!?清水です（2009年度のナイターオフ番組）
- 米朝よもやま噺（ナレーター）
- ABCニュース
  - 『ABC朝日ニュース』時代には、一時「ニュースデスク」として出演。